# Castilléjar
Castilléjar ist ein südspanischer Ort und eine Gemeinde (municipio) mit insgesamt 1.289 Einwohnern (Stand: 2024) im Nordosten der Provinz Granada in der autonomen Region Andalusien.

## Lage und Klima
Der ca. 790 m hoch gelegene Ort Castilléjar liegt nahe dem Zusammenfluss von Río Galera und Río Guardal. Die Provinzhauptstadt Granada befindet sich ca. 126 km (Fahrtstrecke) südwestlich; die Stadt Huéscar liegt etwa 15 km nordöstlich. Das Klima im Winter ist gemäßigt, im Sommer dagegen warm bis heiß; die geringen Niederschlagsmengen (ca. 385 mm/Jahr) fallen – mit Ausnahme der nahezu regenlosen Sommermonate – verteilt übers ganze Jahr.

## Bevölkerungsentwicklung
| Jahr      | 1857 | 1900 | 1950 | 2000 | 2020 |
| Einwohner | 1388 | 2318 | 3827 | 1760 | 1321 |

Die deutliche Bevölkerungsrückgang in der zweiten Hälfte des 20. Jahrhunderts ist im Wesentlichen auf die Mechanisierung, die Aufgabe bäuerlicher Kleinbetriebe („Höfesterben“) und den daraus resultierenden  Verlust von Arbeitsplätzen zurückzuführen. Zur Gemeinde gehören auch die beiden Weiler (pedanías) Los Carriones und Los Olivas sowie mehrere Einzelgehöfte (fincas).

## Wirtschaft
Die Bewohner früherer Zeiten lebten als Selbstversorger von der Erträgen ihrer Felder und Hausgärten. Außerdem betrieben sie in geringem Umfang auch Viehzucht (v. a. Schafe, Ziegen und Schweine); Esel wurden als Tragtiere gehalten. Heute dominieren Oliven- und Mandelbaumplantagen; daneben spielen auch der Anbau von Kartoffeln (patatas) und Gerste (cebada) wichtige Rollen im Wirtschaftsleben der Gemeinde. Im Ort selbst haben sich Kleinhändler, Handwerker und Dienstleistungsbetriebe aller Art angesiedelt. Am Ortsrand erhebt sich die gut 80 m hohe und ca. 370 m breite Staumauer der Embalse del Portillo. Seit den 1960er Jahren hat der Ort einen kleinen touristischen Aufschwung erlebt.

## Geschichte
Prähistorische, iberische, römische und westgotische Funde fehlen. Zu Beginn des 8. Jahrhunderts wurden weite Teile der Iberischen Halbinsel von arabisch-maurischen Truppen überrannt. Nach dem Ende des Kalifats von Córdoba (um 1020) übernahmen in der Region die Ziriden von Granada die Macht, die sie jedoch wenig später an die berberischen Almoraviden und Almohaden abtreten mussten. Als Teil des Emirats von Granada blieb die Gegend um Castril bis zum Jahr 1488 islamisch. Mit dem Alhambra-Edikt (1492) der Katholischen Könige begann die Vertreibung der Juden; in den Jahren um 1610 wurden die letzten Muslime (Morisken) ebenfalls ausgewiesen.

## Sehenswürdigkeiten
- Die einschiffige Iglesia de la Inmaculada Concepción entstand in ihrer heutigen Form um die Mitte des 17. Jahrhunderts; eine Wandinschrift trägt jedoch die Jahreszahl 1756.
- Ein kleines Ökomuseum beschäftigt sich mit verschiedenen Themen aus dem Bereich der Ökologie der Region.